# 余恕诚
余恕诚（1939年1月—2014年8月23日），安徽肥西人，古典文学研究专家，国务院突出贡献专家，曾任安徽师范大学教授。

## 生平
1954年毕业于肥西初级师范，1957年毕业于六安师范，1961年毕业于安徽师范大学（原合肥师范学院），同年留校任教。1987年晋升教授，1999年领衔创建安徽师范大学中国诗学研究中心并担任中心主任，并成功获批为教育部省属高校文科重点研究基地。2014年8月23日，因病医治无效在北京逝世，享年76岁。
为弘扬余恕诚先生崇高的师德师风，其亲属家人于2016年在安徽师范大学文学院捐资设立“余恕诚奖学金”。

## 学术贡献
主要从事古典文学研究工作，在李商隐、唐诗风貌等研究领域成就卓著。荣获国家图书奖、全国古籍图书奖、全国高校人文社科优秀成果奖等奖项多个。1991年获评全国优秀教育工作者，1992年获国务院政府特殊津贴，1997年获曾宪梓教育基金会高等师范院校教师奖二等奖，2003年获首届“国家级教学名师奖”。2014年获首届“安徽师范大学终身成就奖”。

## 社会兼职
第八届全国政协委员，第八届安徽省政协常委，安徽省人民政府参事。中国唐代文学学会常务理事，中国李商隐研究会副会长，中国韵文学会诗学分会会长。

## 著作
- 《李商隐诗选》（合著）（1986年，人民文学出版社）
- 《李商隐诗歌集解》（合著）（1988年，中华书局）
- 《唐诗风貌》（1998年，安徽大学出版社）
- 《王安石文选译》（合著）（1998年，人民文学出版社）
- 《李商隐研究资料汇编》（合著）（2001年，中华书局）
- 《李商隐文编年校注》（合著）（2002年，中华书局）
- 《张籍集系年校注》（全3册）（合著）（2010年，中华书局）
- 《唐诗与其他文体之关系》（第一作者）（2012年，中华书局）